# Koloniaal Charter van Belgisch-Congo
Het Koloniaal Charter of de Wet van 18 oktober 1908 op het beheer van Belgisch-Congo was een Belgische wet die de publiekrechtelijke organisatie van Belgisch-Congo vastlegde in het vooruitzicht van de aanhechting van de Onafhankelijke Congostaat van Leopold II bij België.

## Totstandkoming
Reeds in 1901 circuleerde een ontwerp van Koloniaal Charter. Dit had echter weinig gemeen met de tekst die in 1908 ter stemming werd voorgelegd aan het parlement, aangezien het koninklijk absolutisme en de onttrekking van het Kroondomein in 1906 politiek onverteerbaar waren geworden. Op 20 augustus 1908 stemden haast alle katholieke en ongeveer de helft van de liberale kamerleden in met het Charter, terwijl de socialisten en de andere helft van de liberalen tegen stemden. Enkele weken later keurde ook de senaat het Charter goed. Het werd met het overnameverdrag uitgevaardigd op 18 oktober en trad in werking op 15 november 1908.

## Inhoud
Het Charter richtte Belgisch-Congo in als een rechtspersoon onderscheiden van het moederland, met een afzonderlijke begroting en staatsschuld en door afzonderlijke wetten beheerst. De wetgevende macht in de kolonie werd uitgeoefend door de Koning door middel van decreten mits medeondertekening door de Minister van Koloniën. In de hiërarchie der normen waren deze decreten ondergeschikt aan de wetten van het Belgisch parlement. Het parlement, waarvoor de "inlanders" geen stemrecht hadden, zou echter weinig interesse tonen voor de kolonie. Door het Charter werd ook een Koloniale Raad ingesteld die in essentie een adviesorgaan was.
De aanhechting van het Congolese grondgebied hield impliciet in dat de inwoners ervan hun Congolese nationaliteit verloren, maar wat ze in de plaats werden bleef bijzonder vaag. Achteraf is geoordeeld dat ze een bijzondere vorm van de Belgische nationaliteit hadden gekregen, namelijk die van "Belgische onderdanen van koloniaal statuut". Dit minderwaardige statuut omvatte geen burgerschap en kende dus geen stemrecht of andere politieke rechten toe. Ook bestendigde het Koloniaal Charter het systeem van immatriculation, waardoor de grote meerderheid van "niet-ingeschrevenen" aan het Congolese gewoonterecht was onderworpen, terwijl voor de "ingeschrevenen" het geschreven recht gold.
Het concessieregime werd eveneens door het Koloniaal Charter bestendigd, zij het dat een einde kwam aan de quasi-feodale vermenging van publiek domein en private eigendom. Dwangarbeid in particuliere dienst werd afgeschaft, maar bleef bestaan in overheidsdienst als een vorm van belastingheffing.

## Wijzigingen
Het Charter werd herhaaldelijk gewijzigd tot het in 1960 werd opgeheven door de Congolese onafhankelijkheid. Doorheen de wijzigingen bleef de centraliserende strekking van het Charter overeind, waarbij de macht steeds bij de regering in Brussel lag en in het bijzonder bij de Minister van Koloniën.

## Voetnoten
1. ↑  Wet van 18 oktober 1908 tot overdracht van de Onafhankelijke Congostaat aan België
2. ↑  Wet van 18 oktober 1908 tot goedkeuring van de aan het verdrag tot afstand van de Onafhankelijke Congostaat aan België toegevoegde akte